# Kończyce Małe
Kończyce Małe is een dorp in de Poolse woiwodschap Silezië. De plaats maakt deel uit van de gemeente Zebrzydowice en telt 2 900 inwoners.